# Municipio de Lawrence (condado de Tuscarawas)
El municipio de Lawrence (en inglés: Lawrence Township) es un municipio ubicado en el condado de Tuscarawas en el estado estadounidense de Ohio. En el año 2010 tenía una población de 5738 habitantes y una densidad poblacional de 83,13 personas por km².

## Geografía
El municipio de Lawrence se encuentra ubicado en las coordenadas 40°37′6″N 81°27′39″O / 40.61833, -81.46083. Según la Oficina del Censo de los Estados Unidos, el municipio tiene una superficie total de 69.03 km², de la cual 68,71 km² corresponden a tierra firme y (0,46 %) 0,32 km² es agua.

## Demografía
Según el censo de 2010, había 5738 personas residiendo en el municipio de Lawrence. La densidad de población era de 83,13 hab./km². De los 5738 habitantes, el municipio de Lawrence estaba compuesto por el 98,48 % blancos, el 0,37 % eran afroamericanos, el 0,23 % eran amerindios, el 0,21 % eran asiáticos, el 0,05 % eran de otras razas y el 0,66 % eran de una mezcla de razas. Del total de la población el 0,75 % eran hispanos o latinos de cualquier raza.